# 长白山
42°0′26″N 128°3′33″E / 42.00722°N 128.05917°E
长白山（穆麟德轉寫：Golmin Šanggiyan Alin），古名不咸山（或为白罗聂·显乾之音译）、太白山，在朝鮮半島稱白頭山（朝鲜语：／），1962年因《中朝边界条约》割让给朝鲜部分后成为中华人民共和国和朝鲜民主主义人民共和国邊境的界山。广义的长白山是指一条西南－东北走向绵延上千公里的一系列山脉，横亘于中华人民共和国吉林、辽宁、黑龙江三省的东部及朝鲜民主主义人民共和国兩江道交界处。狭义上的长白山则单指其主峰白头峰，是一座休眠的活火山，在清朝时曾多次喷发。主峰白头峰最高點位於火山臼形成的天池南部的朝鲜民主主义人民共和国境內，天池位於兩國的邊界上，在中華人民共和國部分，分屬吉林省白山市撫松縣與延邊朝鮮族自治州安圖縣。它实际上是一个相当宽阔的环形火山口（山体相对高度1600米左右，而山体宽度则达十几公里），火山口当中为天池。长白山也是鸭绿江、松花江和图们江的发源地。

## 神话传说及历史
由于是中国东北及朝鲜半岛的最高峰，长白山在多个中国北方民族的神话传说中都被视为“神山”，朝鲜族亦视它为民族的发祥地。
现存第一个记录此山的文献是《山海經·大荒北經》，称为「不咸山」：“大荒之中，有山名曰不咸，有肅慎氏之國。”《後漢書·東夷列傳》称为「單單大嶺」：“自單單大領（嶺）已東，沃沮、濊貊悉屬樂浪。”《新唐書》中称为「太白山」，如《北狄渤海傳》:「契丹（李）盡忠殺營州都督趙文翽反，有舍利乞乞仲象者，與靺鞨酋乞四比羽及高麗餘種東走，度遼水，保太白山之東北，阻奧婁河，樹壁自固。」
長白山這個名稱是遼代金代開始采用的，金女真人定其名为“长白山”，传至今日，已有八百多年，据《金史·世纪》记载，“长白山”一词，最早是由金世宗完颜雍最早使用的。《契丹国志》：「长白山在冷山东南千余里……禽兽皆白。」《金史·卷第三十五》：「長白山在興王之地，禮合尊崇，議封爵，建廟宇。」「厥惟長白，載我金德，仰止其高，實惟我舊邦之鎮。」
女真人建立金朝后将长白山视为“兴亡之地”，先后封之为“护国灵应王”和“开天宏圣帝”，并建立庙宇进行祭祀。金世宗完颜雍于大定十二年（1172年）册封长白山为“兴国灵应王”，并命当时著名文人翰林院修撰党怀英修撰《封长白山为灵应王册文》，文中极力把长白山神化起来说：“自两仪剖析，山岳神秀各钟于其分野。国将兴者，天实作之。对越神休，必以祀事。故肇基王迹，有若歧阳，望秩山川，于稽虞典。厥惟长白，载我金德，仰止其高，实惟我旧邦之镇……”明昌四年（1193年），金章宗完颜璟又进封长白山为“开天宏圣帝”，并修建了庙宇，确定了祀典，岁时祭祀。长白山天池北侧尚存由玄武岩石块人工垒成的“女真祭台”遗址，即为女真人祭祀长白山所用，1999年，首次在女真祭台旁约3米处发现女真文字碑。
清朝统治者宣称爱新觉罗氏的始祖就是在长白山的仙女孕育的。1677年，康熙派遣内大臣武默纳、费耀色前往长白山拜谒，又撰有《祭告长白山文》，称颂“仰缅列祖龙兴，实基此地”。这次拜谒活动历时两月，回京复命後，康熙下了一道圣谕说：“长白山发祥重地，奇迹甚多，山灵宜加封号，永著祀典。以昭国家茂膺神贶之意。著礼部合同内阁，详议以闻。”十一月，礼部建议：请求册封长白山为“长白山之神”，还要在山上设帐立碑，每年春秋二祭（望祭、叩祭）。康熙批准了这个建议，从此形成了祭祀长白山的制度。第二年春，武默纳再上长白山，齎敕封长白山之神，祀典与祭祀五岳一样。
关于“檀君神话”中的“太伯山”，高丽僧人一然（1206—1289）在《三国遗事》自注中明确指出:“太白，今妙香山。”《新增东国舆地胜览》指出:“妙香山，在府东一百三十里，一名太伯山。”后世学者也多将太伯山（太白山）视为今妙香山。大约到18世纪末，朝鲜人开始将太白山定位为“白头山”或“长白山”，其代表人物是安鼎福（1712—1791），他在《东史纲目·太伯山考》中根据新罗文人崔致远《上太师侍中状》中关于“高句丽残孽类聚，北依太白山下，国号渤海”的说法，一改前人的解释，谓“太白山”（太伯山）即“白头山”，亦即长白山。其后，附和者渐众。直到现在，还有不少人袭其谬说，将今长白山同“檀君神话”中的“太伯山”联系起来，并进一步将中国的东北视为“古朝鲜”的疆域。

## 地理概况

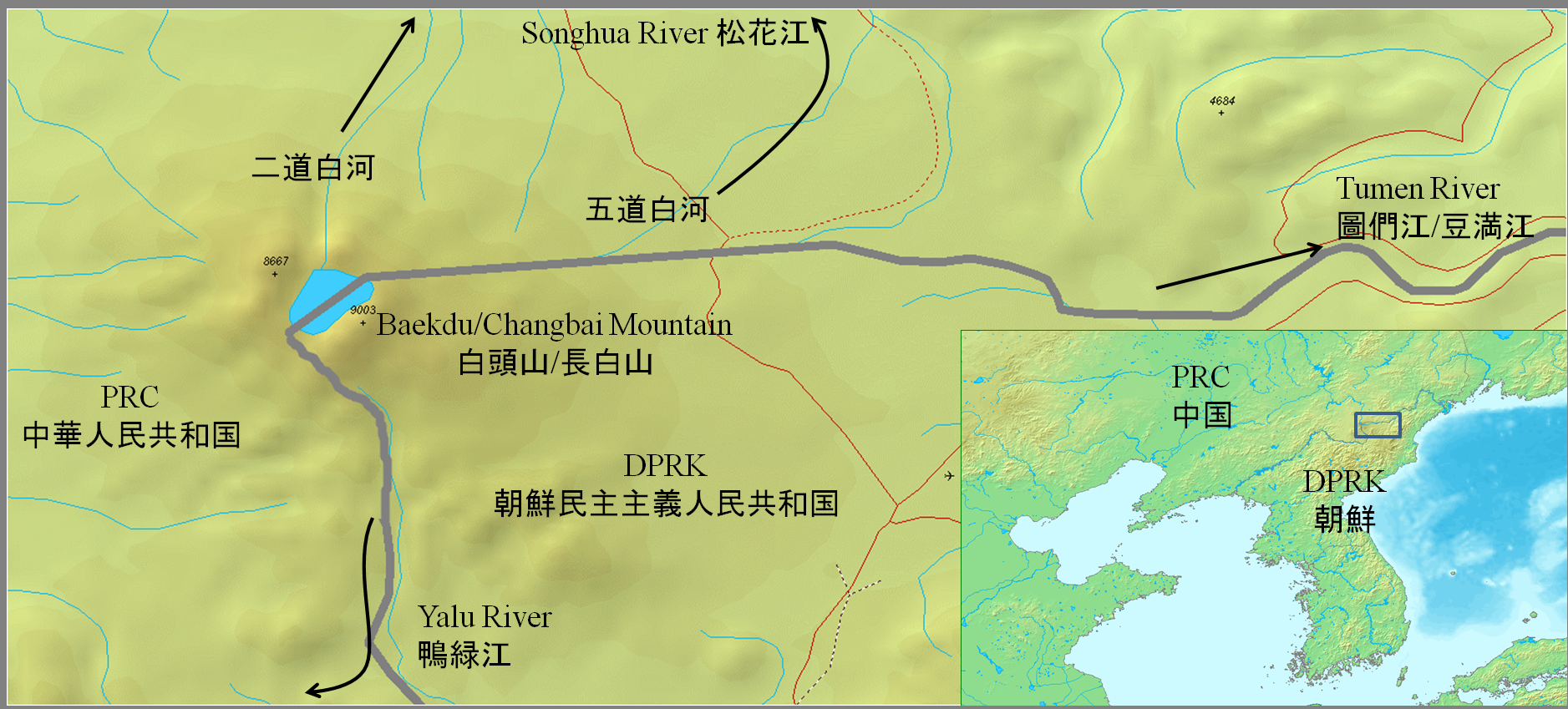

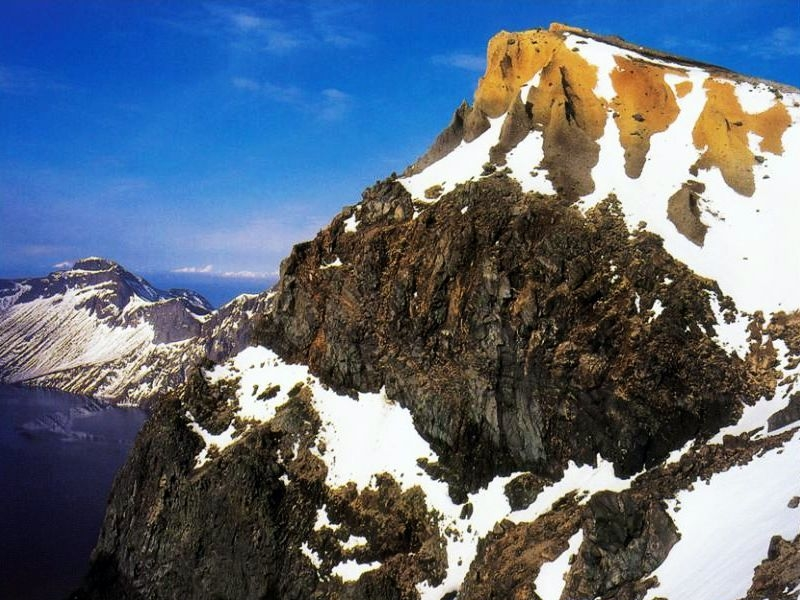
长白山天文峰

### 地质
长白山是历史上火山活动较为激烈的区域，早期喷发约在距今200-300万年的第四纪，形成了以长白山天池为主要通道的火山锥。长白山又在1597年、1668年和1702年发生了3次喷发，形成了典型的火山地貌类型——玄武岩台地、倾斜玄武岩高原、火山锥体以及河谷等。在火山岩中常见夹杂的木炭，有的地方还发现有被火山岩埋过的粗大红松。这些证据都被认为长白山在喷发前后及间歇期间都曾有过茂密森林。长白山在喷发后含有多种矿物质的火山灰形成了肥沃土壤给该区域的动植物繁衍提供了良好环境。
在火山口四周有十六座海拔2500米以上山峰，即所谓的“长白十六峰”并绘有详细的地形图，标吐十六峰的位置。其中的最高峰为朝鲜界内的“将军峰”，海拔2750米，为长白山脉最高峰；在中国一侧最高的则是白云峰，海拔2691米，为中国东北第一高峰。
公元1199年-1200年的长白山大喷发被认为是全球近2000年来最大的火山喷发事件之一，当时喷出的火山灰甚至降落远至日本海及日本北部。正是那次喷发后，由于火山口的塌陷和汇聚使得天池成为今天的规模。长白山天池火山口周围群峰林立，其中超过2500米的山峰就有16座，山顶几乎全由5000-8000年前喷发的火山灰和淡黄色的浮石所覆盖。自1199年大喷发以来，长白山火山曾有过三次间歇的小规模喷发：1597年、1668年、1702年。
长白山火山监测站是科学家们监控的场所，观测发现从2002年后，长白山处于一个较为活跃的时期，天池有由火山气体产生的气泡。2002年6月以来有过数次火山地震和微型群震发生，其中持续时间最长的是在2002年11月，前后达10多天。最强烈的是2003年8月和10月两次，达到3.0级；而震动最密集的是在2003年11月25日，一天内发生了160多次微震。长白山以天池为中心的周边地区每年上升约3毫米，意味着地下岩浆的上涌。
2010年6月，《朝鮮日報》报道长白山在2014年至2015年有喷发的可能性。但是中国吉林省地震局否认了这一说法。该局认为长白山天池火山处于平静状态，没有迹象表明未来几年有喷发危险。

## 長白十六峰
长白山有山峰十六座，由劉建封於1908年命名並沿用至今：
| 名称             | 高度   |
| ---------------- | ------ |
| 白头峰（将军峰） | 2749米 |
| 白云峰           | 2691米 |
| 华盖峰（黄岩峰） | 2670米 |
| 三奇峰           | 2670米 |
| 玉柱峰（青石峰） | 2664米 |
| 天豁峰           | 2620米 |
| 紫霞峰           | 2618米 |
| 芝盘峰（鹿鸣峰） | 2603米 |
| 龙门峰           | 2595米 |
| 锦屏峰           | 2590米 |
| 卧虎峰           | 2566米 |
| 铁壁峰           | 2560米 |
| 梯云峰           | 2543米 |
| 冠冕峰（玉雪峰） | 2528米 |
| 孤隼峰           | 2511米 |
| 观日峰           | 2510米 |

另外兩座不包含在十六峰之內的山峰：
| 天文峰（鹰嘴峰） | 2670米 |
| 织女峰           | 2558米 |

### 气候特征
地处北温带的长白山地区具有山地气候特点，年平均气温变动与3-7℃之间，年降水量在600mm以上，在海拔较高的地区，降雨量超过1400mm，是中国东北降雨量最为丰沛的地区之一。冬季严寒漫长，夏季温暖潮湿。

### 温带到寒极主要植被类型集合

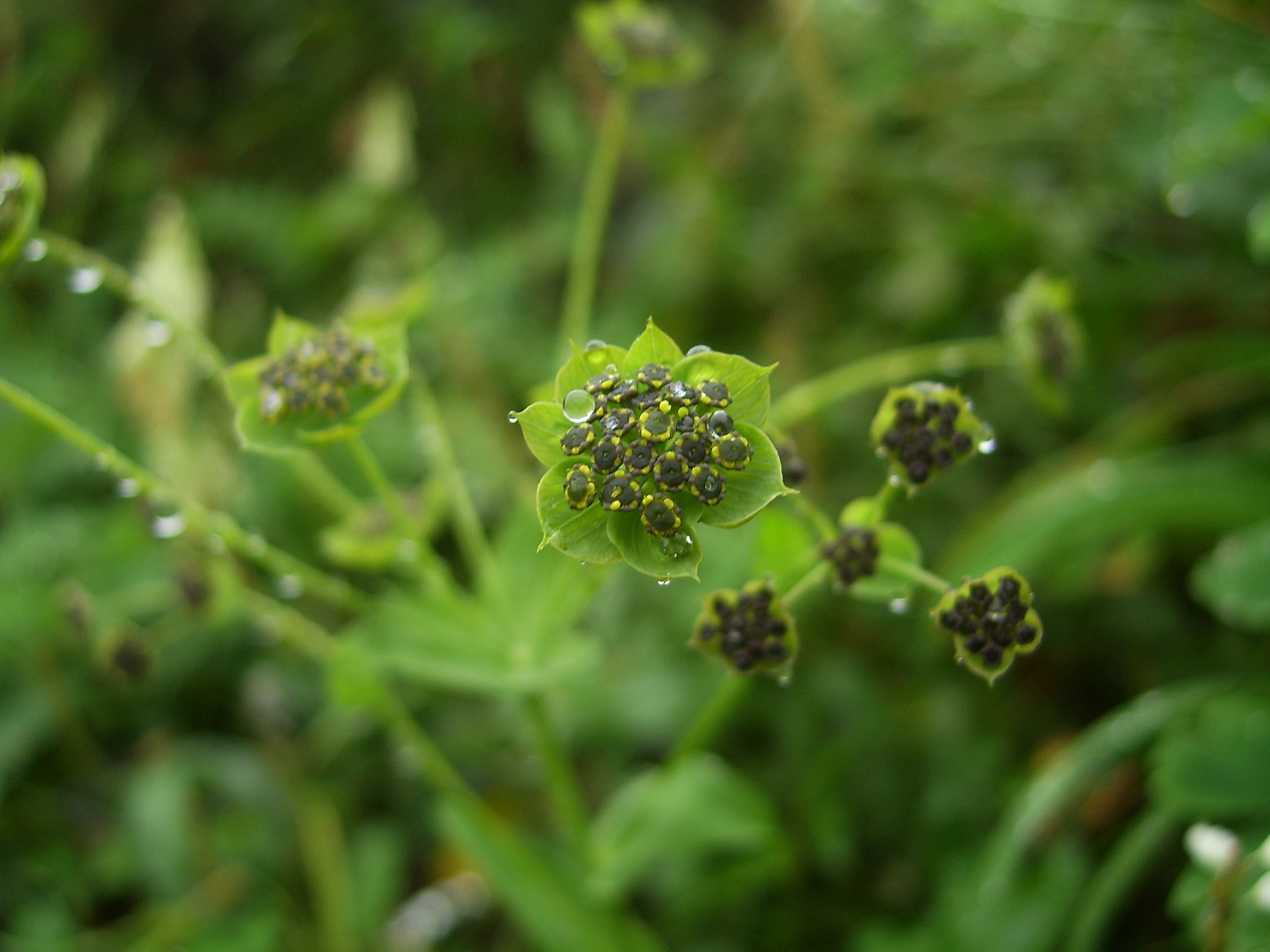
长白山的大苞柴胡（Bupleurum euphorbioides）

长白山植物种类丰富，植物系成分也复杂多样，既有古老的第三纪植物成分，也有欧洲、西伯利亚的植物种，还有临近的朝鲜、日本植物区系成分，随着冰川移动而南侵的极地植物，在冰川退却后也被保留在长白山的高山冻原上。此外还发现有中国南方亚热带的成分。
由于其高度及独特的地理位置，从河谷一直分布到主峰，几乎是欧亚大陆从温带到寒极各种主要植被类型的集合，成为地理学上罕见完整的高山垂直自然带分布范例：从山脚到山顶，依次从高大的温带阔叶林过渡为长白美人松（针叶林）、低矮匍匐的岳桦（灌木）、高山草甸、苔藓地衣、裸露的岩石和火山灰、积雪和高山冰川。

### 三江之源

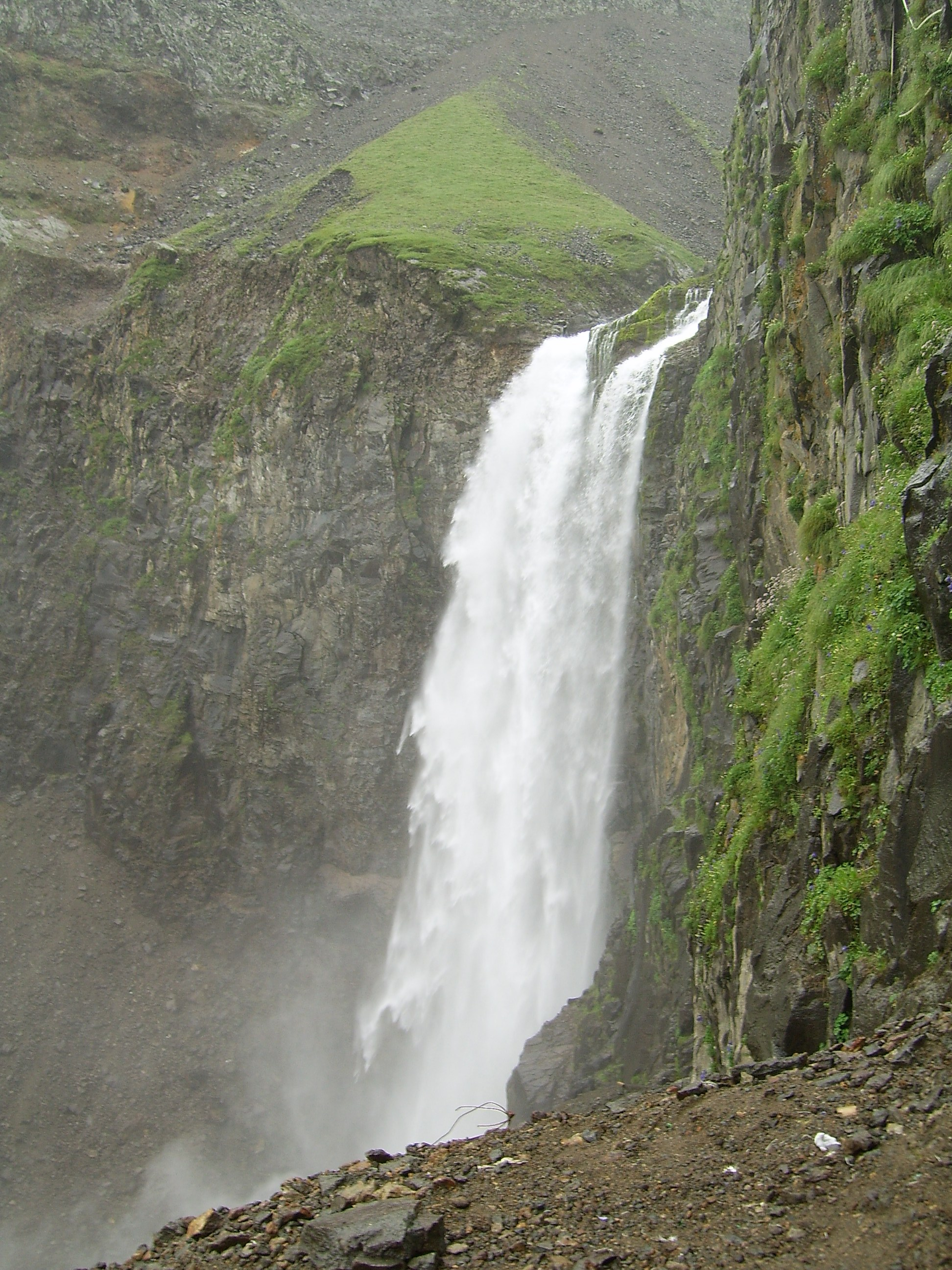
长白瀑布

长白山是松花江、图们江和鸭绿江三条江的发源地。其中，长白山主峰火山口内的天池水，经豁口的“乘搓河”下泄则为“长白瀑布”，成为第二松花江的正源——二道白河。而中朝界河图们江与鸭绿江则均发源于其东侧和南侧的山坡，二者源头成锐角之势。

## 旅游

### 长白山自然保护区
长白山国家自然保护区于1960年4月建立，占地19.6万公顷。1980年1月，经联合国教科文组织批准加入世界人与生物圈保护区网络。1986年7月，晋升为国家级森林与野生动物类型自然保护区。1992年，被世界自然保护联盟（IUCN）评审确认具有国际意义的A级自然保护区。2003年，被世界人与生物圈、人与地理圈、山地研究发起组织等十个国际组织评为全球28个环境监测点之一。2019年，长白山自然保护区森林小火车开通。
聯合國教科文組織於2025年4月將主權所屬於北韓的長白山區域列入世界地質公園名錄，此乃北韓所擁有的首個被聯合國教科文組織核定的世界地質公園。

### 长白山天池

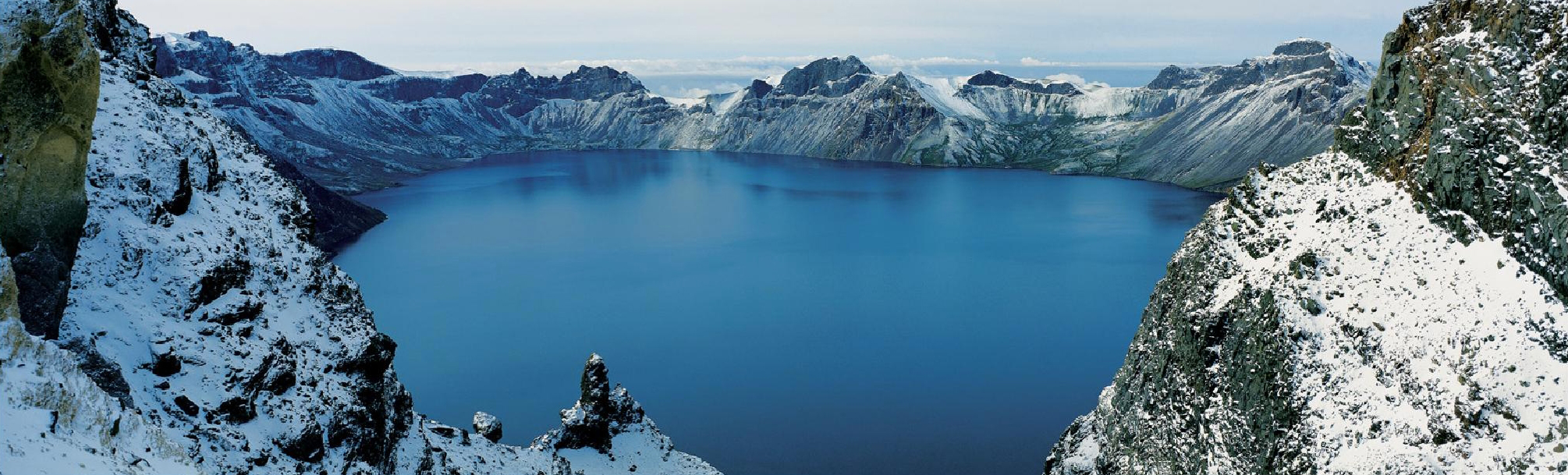
被冰雪覆盖的天池

天池位於长白山頂。屬火山口湖，为第二松花江正源。
天池水面高2257米，面積為9.165平方公里，周長14.4公里，水深平均213.43米，最深384米，水量為19億5,500萬立方米，是中国最深的湖泊。无论高度、面积还是深度，均远超新疆天山天池。水中无鱼类，无高等生物。有类似于“尼斯湖怪”的“天池怪兽”的传说。可参见天池水怪。
天池出口乘搓河畔有一废弃的佛教庙宇，建造时间不详。

### 长白山国际度假区
万达长白山国际度假区内设有滑雪场、溫泉酒店和高尔夫球场。滑雪场总占地面积6.34平方公里，全年降雨量超过1200毫米。雪期从11月至次年4月，长达6个月，积雪深度在1米以上，雪质松散，呈絮状。

## 主權歸屬

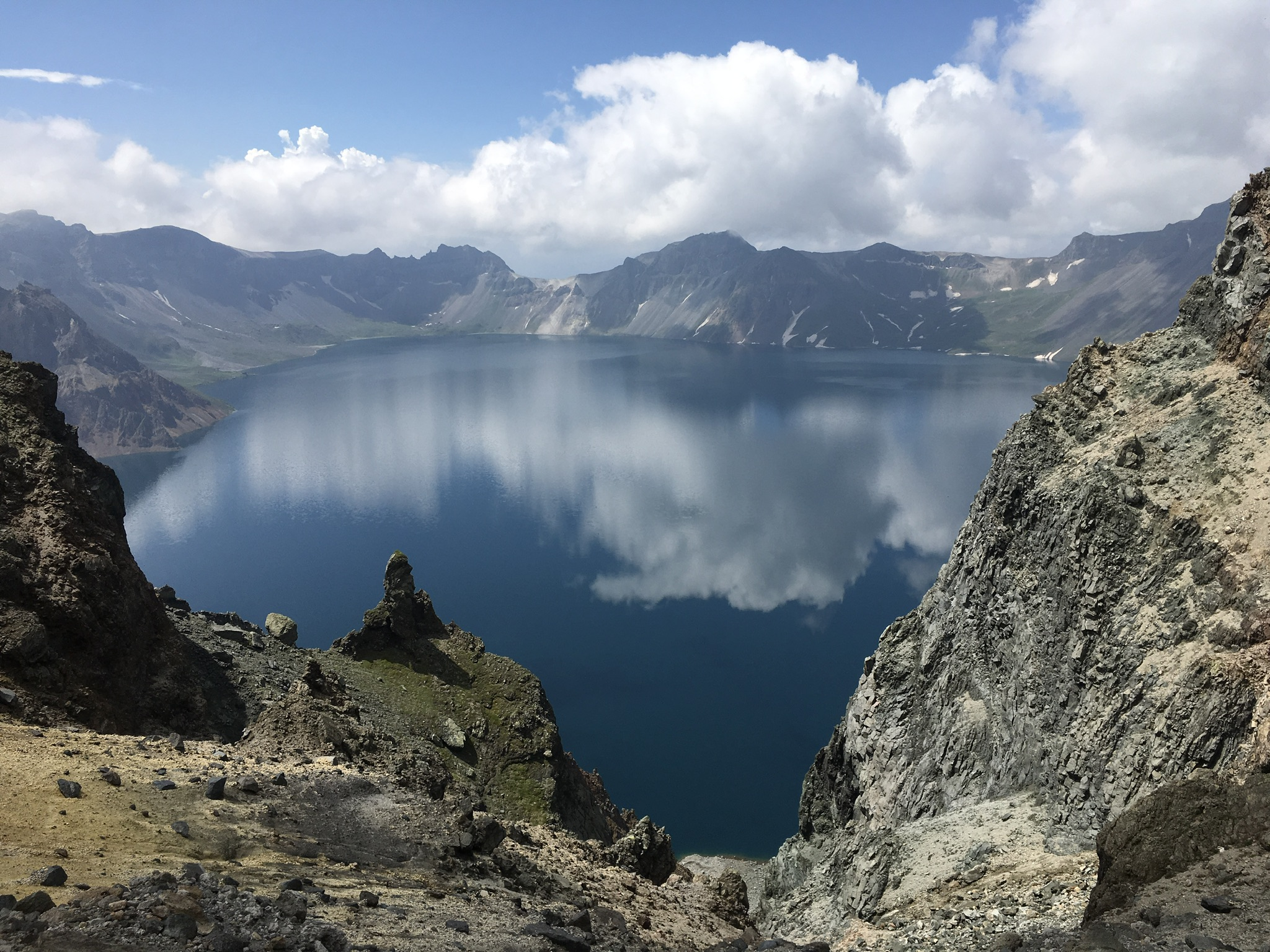
長白山天池

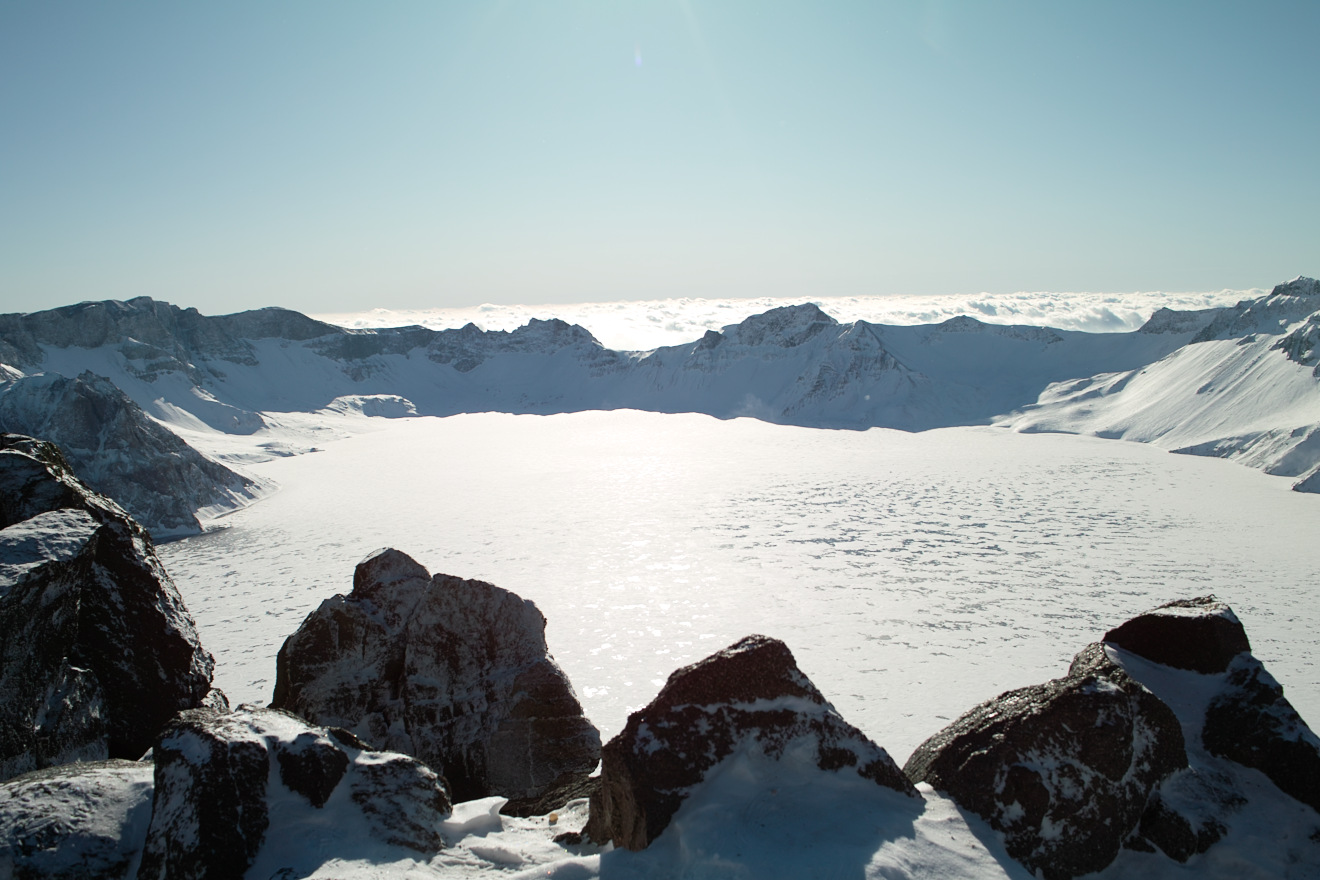
天池冬季

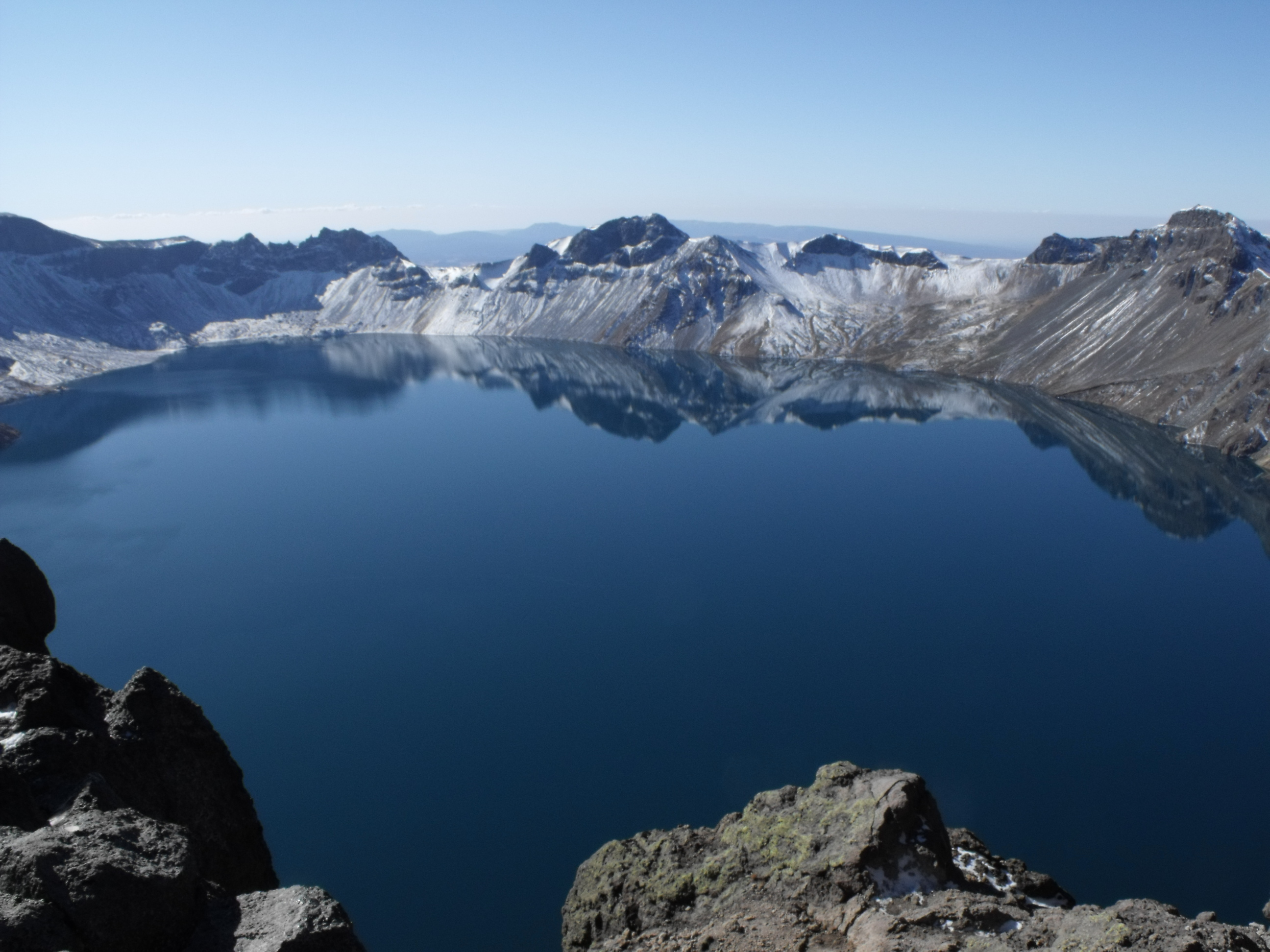
天池（2009年10月）

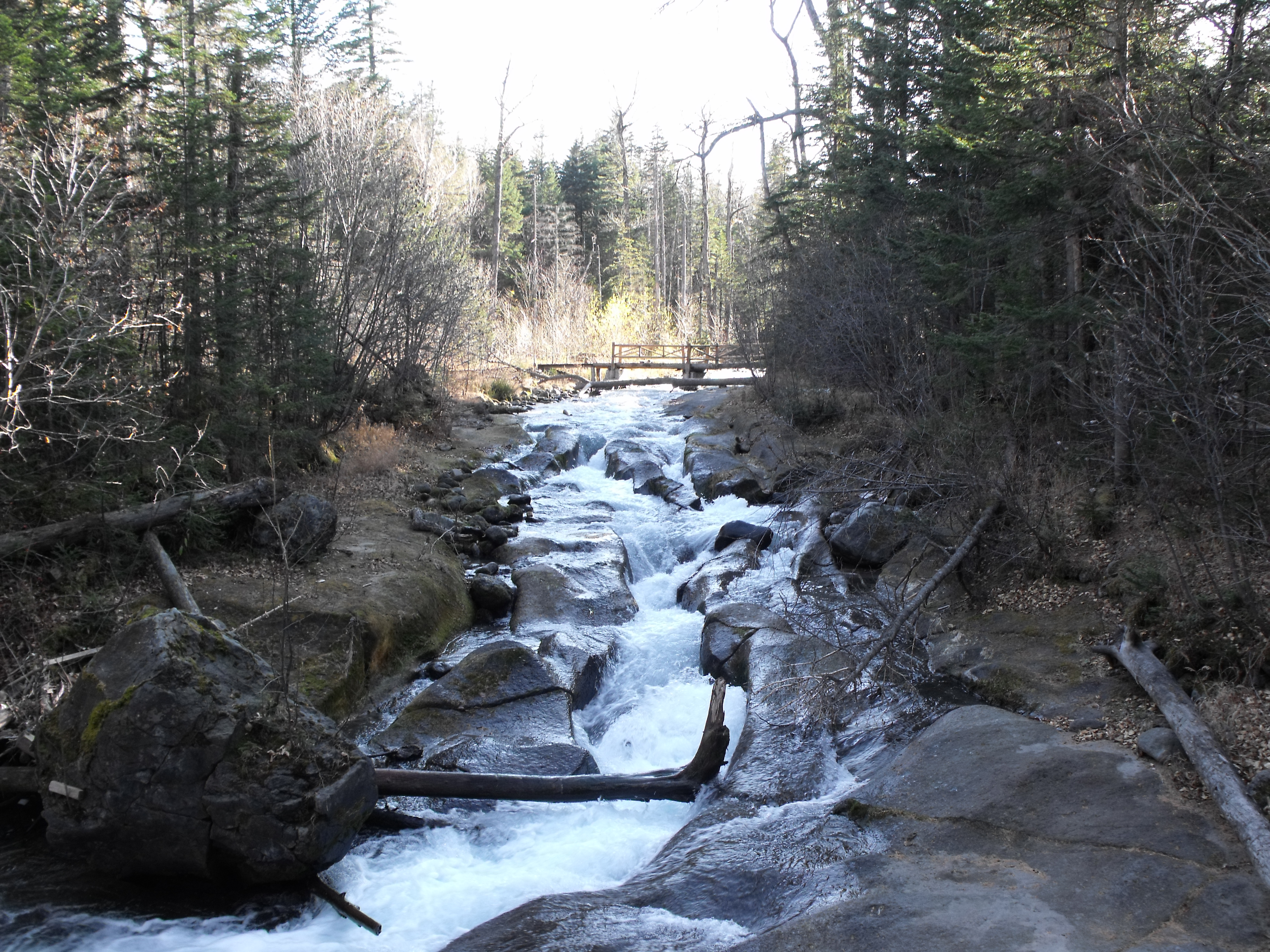
长白瀑布形成河流

1962年10月12日，中华人民共和国国务院总理周恩来、中华人民共和国外交部部长陈毅和朝鲜民主主义人民共和国外务相朴成哲在朝鲜民主主义人民共和国首都平壤签订秘密条约《中朝边界条约》，将原属中国的包括長白山天池大部在內的部分领土（约1200平方公里）割让给了朝鲜。2000年后，韩国政府获得资料将条约公之于众，以韓國版本聲索的話，中國則透過此約取得4平方公里。

### 劃界
长白山目前是中国和朝鲜的界山，兩國各自管轄長白山一部份。
朝鲜称为白頭山，佔山体约1/4，天池的54.5%。
中国称为长白山，佔山体约3/4，天池的45.5%。

### 韩国的主权要求
- 《大韩民国宪法》第三条定义（大韓民國의 領土는 韓半島와 그 附屬島嶼로 한다），将包括朝鲜在内的朝鲜半岛及其附属岛屿均视为大韩民国法定领土。而韩国与朝鲜均视白头山（长白山）为其民族圣山。
- 2007年亞洲冬季運動會在中国吉林举办。在1月31日的一项比赛颁奖仪式上，韓國運動選手高舉“白頭山是韓國所屬領土”之標語。除官方处理外，韩国运动员此举造成中國網民對其憤怒並群起圍攻[12]。
- 在韓國活動的朝鮮族歌手黄仁俊在韩国电台节目上提及長白山时使用「长白山」并非韩国人说称的「白头山」，惹韩国人不满。[13]

## 人為破壞

### 风倒木生产（1986－1993）
1986年8月28日，15号台风席卷了長白山保护区的南坡和西坡，导致9924.5公顷原始森林大面积倒伏，风倒区林木蓄积170.3万立方米，倒木蓄积121.5万立方米，98%的风倒木在保护区的核心区。在随后1986年－1993年的风倒木生产中，先后有5个大型森工企业进驻核心区，生产人员约4000人，每日进出保护区运送木材车辆200－300台次，保守估计从保护区运走木材170万立方米，不仅将风倒木全部运走，还运走了剩余的活立木50万立方米。根据1996年林业部组织的专家考察报告，风倒木生产导致1600米以下的林相恢复推迟了至少100年，部份林地甚至变成了次生草地。

### 红松籽采摘（2000－2005）

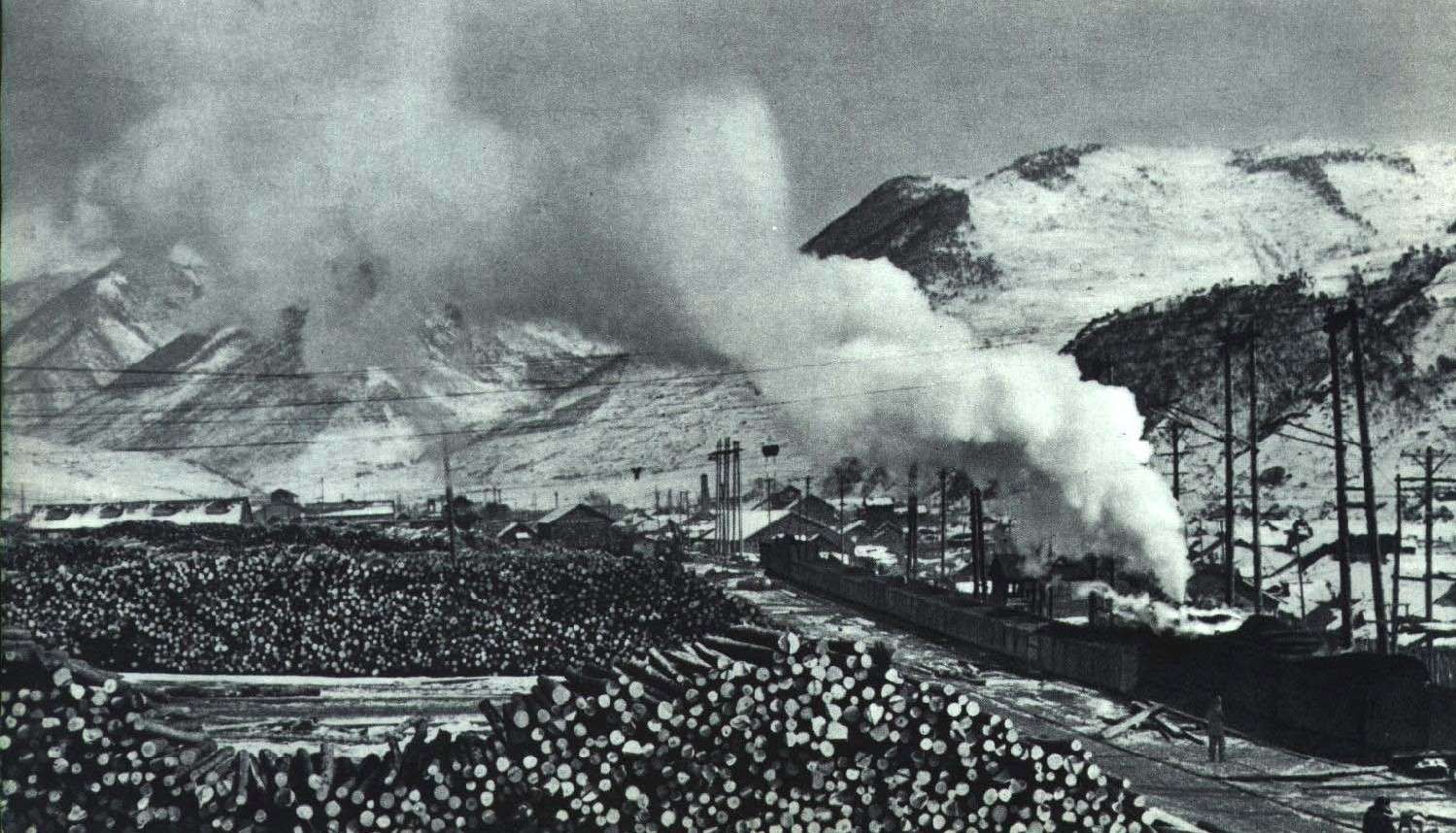
1964年 东北长白山林区

1960年－1986年，长白山林区的红松天然林面积从19.6万公顷缩减為5.8万公顷，减少70.4%。森林面积从6737.4万立方米缩减為1291.2万立方米，减少了80.8%。其中4.2万公顷分布在长白山自然保护区内，胸径大于30厘米的红松有110万株。2000年，保护区43389.1公顷共98万株直径大于30厘米的红松被38个承包商承包，随后约2000名采集人员进入保护区工作长达2个月。根据朴正吉历时5年的样带重复调查，2000年-2005年，在红松阔叶林人类对红松球果的采集率达96.17%－98.93%（2004年因虫害有所下降），野生动物对红松球果的利用率为2.33%-0.59%；在针叶混交林，人类采集率为88.78%-96.39%，野生动物利用率为6.88%-3.01%。由于食物锐减，长白山食用红松球果的26种野生动物数量锐减，而这又导致森林生态系统的连锁反应，更上层食物链的野生动物数量锐减。

### 旅游开发（2006－至今）

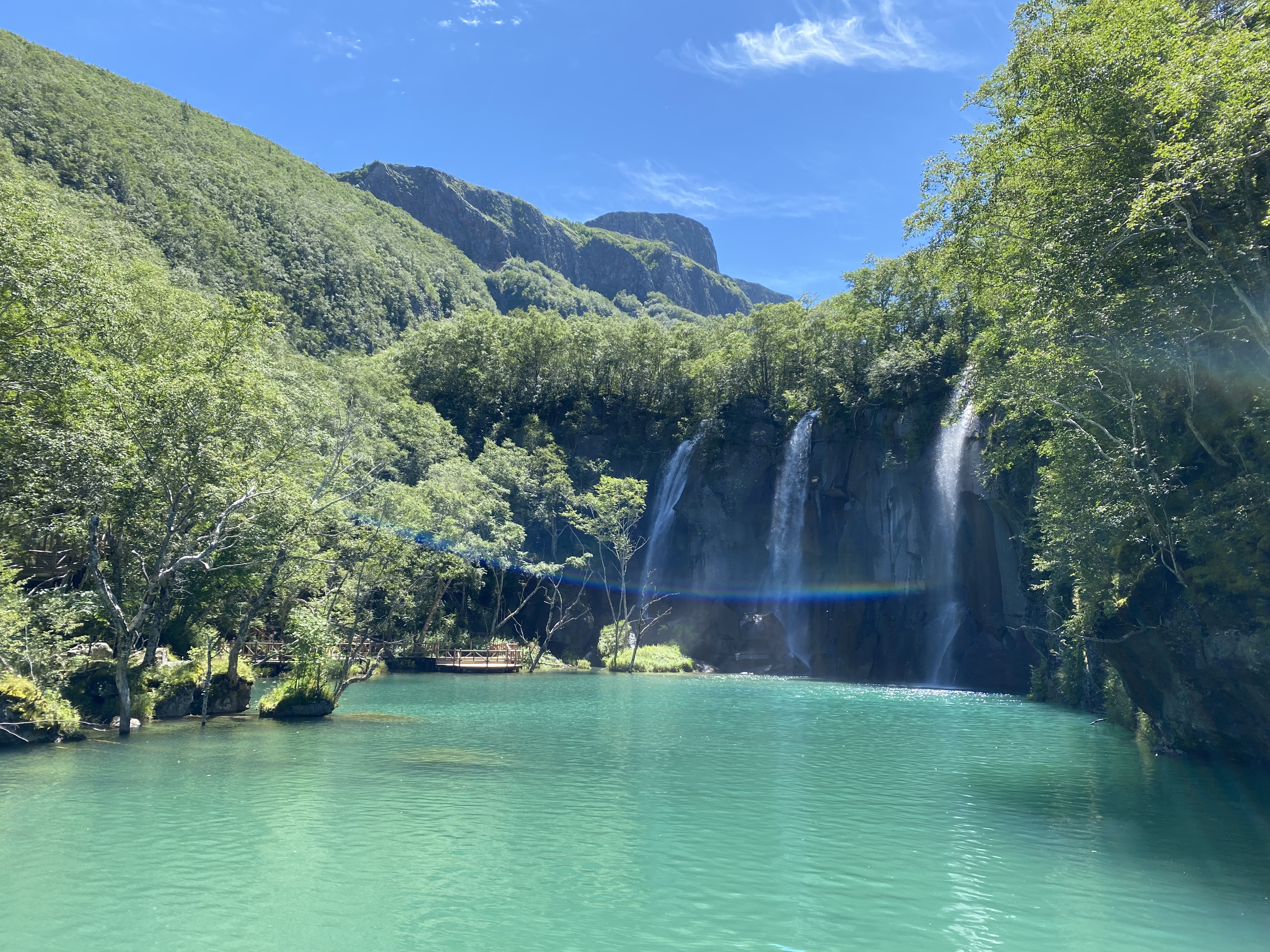
长白山景区内的绿渊潭瀑布

2005年起，吉林省人民政府开始布局，试图通过开发长白山旅游资源来拉动全省经济发展。2006年1月，长白山保护开发区管理委员会成立，管委会被省政府授权“按开发区模式进行管理”，下设3个县级旅游经济区，内设11个机构、10个事业单位、1个集团公司，原来的长白山自然保护区管理局名存实亡。2006年夏，管委会在景区内修步行栈道，由于施工过程中的破坏、建成的栈道遮光挡水，周围的国家二级保护植物温泉瓶尔小草极度濒危。2008年12月，媒体曝光保护区内非法建设“接待领导”用的3栋别墅和客房楼，1400棵原始树木被砍。
现在在长白山北坡和西坡，有入区小道26条，其中9条可驶入机动车；在西南坡有入区小道27条，其中6条可驶入机动车。全区有入区小道113条，其中27条可驶入机动车。另外还有8条旅游公路。在秋季全区入山人员达3.8万－9.5万人次。保护区已几乎没有无人活动的区域。

## 科研活动

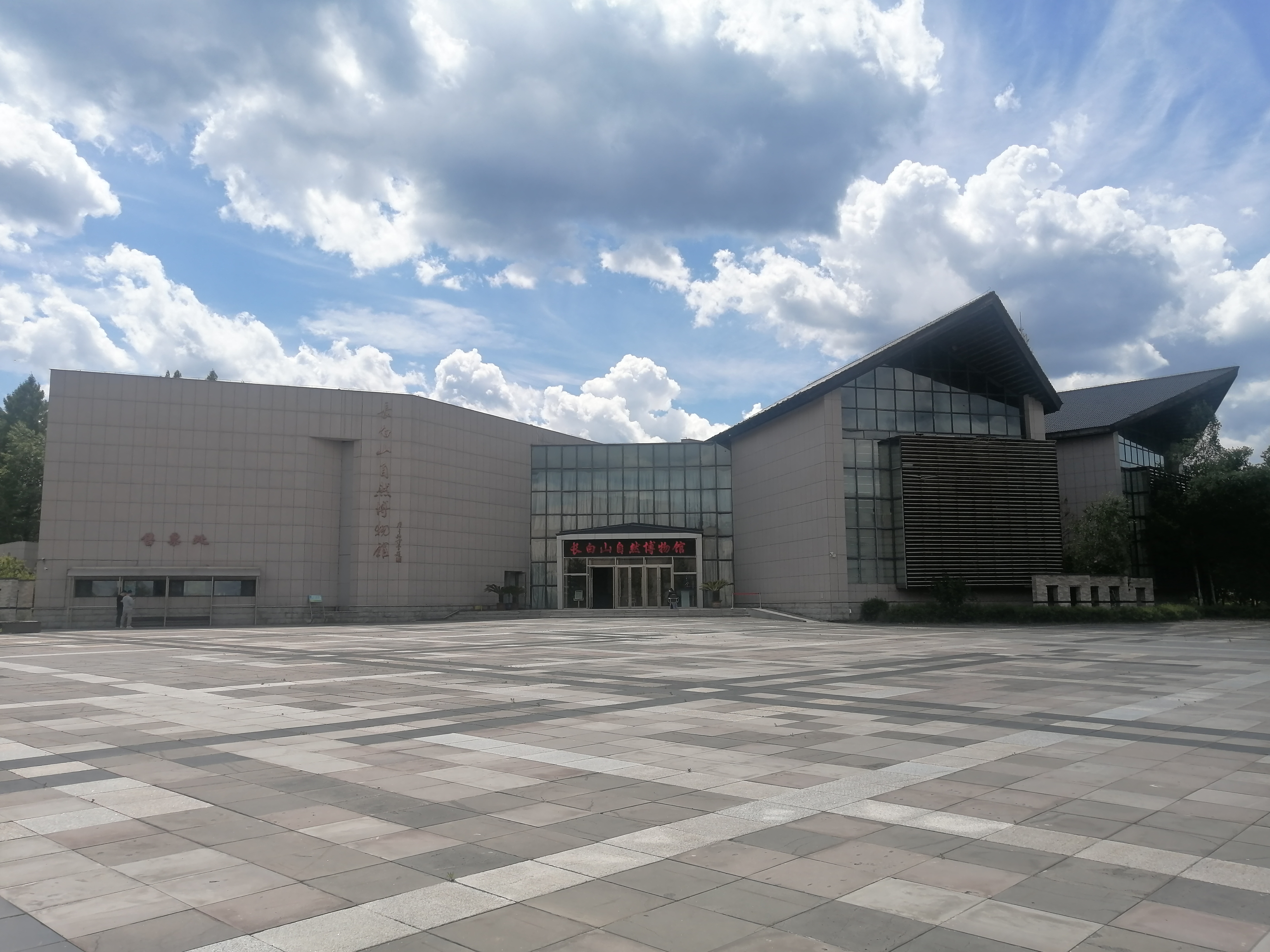
长白山自然博物馆

每年中国科学院沈阳生态所等研究所、吉林大学生命科学学院和地球科学学院、东北师范大学的城市与环境科学学院、生命科学学院、延边大学的地理系和吉林师范大学地理科学学院的部分院校师生都要上长白山野外实习。由于朝鲜核试验地点位于在长白山边境附近，国家环保部同样在长白山设立了长期的核辐射监测站。

## 特产
长白山五味子、长白山淫羊藿、长白山人参、长白山中国林蛙油、长白山蓝莓、长白山红景天、长白山天然矿泉水：中国地理标志产品。

## 延伸阅读
[在维基数据编辑]
 《欽定古今圖書集成·方輿彙編·山川典·長白山部》，出自陈梦雷《古今圖書集成》